# Грибанов, Михаил Васильевич
Михаил Васильевич Грибанов (10 января 1928, село Хохол, Воронежский уезд, Воронежская губерния — 25 октября 2011 года) — передовик советского сельского хозяйства, бригадир колхоза "Ленинский путь" Хохольского района Воронежской области. Герой Социалистического Труда (1971).

## Биография
Родился 10 января 1928 года в крестьянской семье в селе Хохол Воронежского уезда (сегодня — Хохольский район Воронежской области). Трудовую деятельность начал семнадцатилетним юношей весной 1945 года в местном колхозе. С 1964 по 1988 годы - бригадир колхоза «Ленинский путь» Хохольского района.
Указом Президиума Верховного Совета СССР от 8 апреля 1971 года за получение высоких результатов в сельском хозяйстве и рекордные показатели при уборке урожая Михаилу Васильевичу Грибанову было присвоено звание Героя Социалистического Труда с вручением ордена Ленина и медали «Серп и Молот».
Проработал в колхозе до 1990 года. После выхода на пенсию проживал в родном селе.
проживал в посёлке Хохольский. Скончался 25 октября 2011 года.

## Награды
За трудовые успехи была удостоена:
- золотая звезда «Серп и Молот» (08.04.1971)
- орден Ленина (08.04.1971)
- Медаль "За трудовую доблесть" (23.06.1966)
- другие медали.